# Lagisca hexactinellidae
Lagisca hexactinellidae är en ringmaskart som beskrevs av McIntosh 1885. Lagisca hexactinellidae ingår i släktet Lagisca och familjen Polynoidae. Inga underarter finns listade i Catalogue of Life.